# 30384 Robertirelan
30384 Robertirelan este un asteroid din centura principală de asteroizi.

## Descriere
30384 Robertirelan este un asteroid din centura principală de asteroizi. A fost descoperit pe 27 mai 2000 la Socorro, New Mexico, în cadrul proiectului LINEAR. Asteroidul prezintă o orbită caracterizată de o semiaxă mare de 2,72 ua, o excentricitate de 0,10 și o înclinație de 3,1° în raport cu ecliptica.